# Mortal Shell
Mortal Shell est un jeu vidéo du type action-RPG développé par Cold Symmetry et édité par Playstack, sorti le 18 août 2020 sur Windows, PlayStation 4 et Xbox One, puis le 4 mars 2021 sur PlayStation 5 et Xbox Series sous le titre Mortal Shell: Enhanced Edition. Un portage sur Nintendo Switch sort le 19 décembre 2022 sous le titre Mortal Shell: Complete Edition.

## Système de jeu
Mortal Shell est fortement inspiré de la série des Souls,.

## Développement
Le jeu est annoncé en 2018 sous le nom Dungeon Haven. Il est développé par le studio Cold Symmetry, composé de 15 personnes. En avril 2020, le projet est renommé Mortal Shell, et une bêta ouverte est lancée en juillet. Le jeu sort le 18 août 2020.

## Accueil
Mortal Shell obtient sur l'agrégateur Metacritic une note comprise entre 74 et 76/100 selon la plate-forme.